# (6275) Kiryu
(6275) Kiryu (1993 VQ) – planetoida z pasa głównego asteroid okrążająca Słońce w ciągu 4,95 lat w średniej odległości 2,9 j.a. Odkryta 14 listopada 1993 roku.